# Charlie Crist
Charlie Crist, właśc. Charles Joseph Crist (ur. 24 lipca 1956) – amerykański polityk, działacz Partii Demokratycznej. Gubernator Florydy w latach 2007–2011. W latach 2017–2022 członek Izby Reprezentantów.
Urodzony w Altoonie w Pensylwanii, Crist zasiadał w senacie stanu Floryda w latach 1993–1999. W 1998 był kandydatem do Senatu Stanów Zjednoczonych, ale przegrał z popularnym urzędującym demokratą Bobem Grahamem.
Mimo porażki dzięki tej kampanii wygrał wybory w 2000 roku na stanowisko komisarza ds. edukacji (2001–2003), piastowane do likwidacji stanowiska.
W latach 2003–2007 był prokuratorem generalnym Florydy.
Jako republikański kandydat na gubernatora w 2006 pokonał demokratycznego oponenta, kongresmena Jima Davisa stosunkiem 52,2 do 45,1%, zapewniając tym samym po raz pierwszy w historii stanu trzecią kadencję dla republikanów. Gubernator Florydy w latach 2007-2011.
Jako demokrata w latach 2017-2022 reprezentował trzynasty okręg wyborczy Florydy.
Uchodzi za polityka o umiarkowanych poglądach. Popiera m.in. prawo do dobrowolnej eutanazji, rozbudowę systemu ubezpieczeń medycznych, prawa mniejszości seksualnych (w tym do zawierania związków cywilnych). Cieszy się też opinią przychylnego czarnej mniejszości. Z drugiej strony popiera stosowanie kary śmierci oraz prawo do powszechnego posiadania broni palnej.